# Yuta Toyokawa
Yuta Toyokawa (Kumamoto, 9 de Setembro de 1994) é um futebolista japonês que atua como avançado pelo Kas Eupen na Jupiler Pro League.

## Carreira
Tokoyama estreiou em 2013, contra o Ventforet Kofu, e marcando pela primeira vez contra o Sagan Tosu, em vitória por 3-0.